# Бреј (Марна)
Бреј (фр. Breuil) насеље је и општина у североисточној Француској у региону Шампањ-Арден, у департману Марна која припада префектури Еперне.
По подацима из 2011. године у општини је живело 334 становника, а густина насељености је износила 51,7 становника/km². Општина се простире на површини од 6,46 km². Налази се на средњој надморској висини од 70 метара.

## Демографија
| 1962. | 1968. | 1975. | 1982. | 1990. | 1999. | 2011. |
| ----- | ----- | ----- | ----- | ----- | ----- | ----- |
| 220   | 245   | 164   | 152   | 182   | 230   | 334   |

График промене броја становника у току последњих година